# 杰约蒂库里亚
杰约蒂库里亚（Jyoti Khuria），是印度北方邦Mainpuri县的一个城镇。总人口4945（2001年）。

## 人口
该地2001年总人口4945人，其中男性2654人，女性2291人；0—6岁人口888人，其中男461人，女427人；识字率62.85%，其中男性为72.80%，女性为51.33%。